# بیودون اوبنده
بیودون اوبنده (انگلیسی: Biodun Obende؛ زادهٔ ۱۴ ژوئن ۱۹۸۷) بازیکن فوتبال اهل نیجریه است.